# Renault R26

El Renault R26 fue el coche que usó Renault F1 durante la temporada 2006 de Fórmula 1 y fue diseñado por Bob Bell. Correría en 2007 rebautizado como R27. Se podría decir que fue el mejor monoplaza que fabricó Renault F1, puesto que se mostró muy rápido y fiable y le permitió ganar el mundial de constructores con 206 puntos y el de pilotos con los 134 puntos de Fernando Alonso, siendo Giancarlo Fisichella cuarto (los mejores números de la marca francesa en la Fórmula 1). El R26 consiguió un total de 7 poles y ocho victorias, coronando a Renault y Alonso como campeones por segundo año consecutivo, tras dominar claramente la primera parte del año y resistir el arreón final de Ferrari y Michael Schumacher.

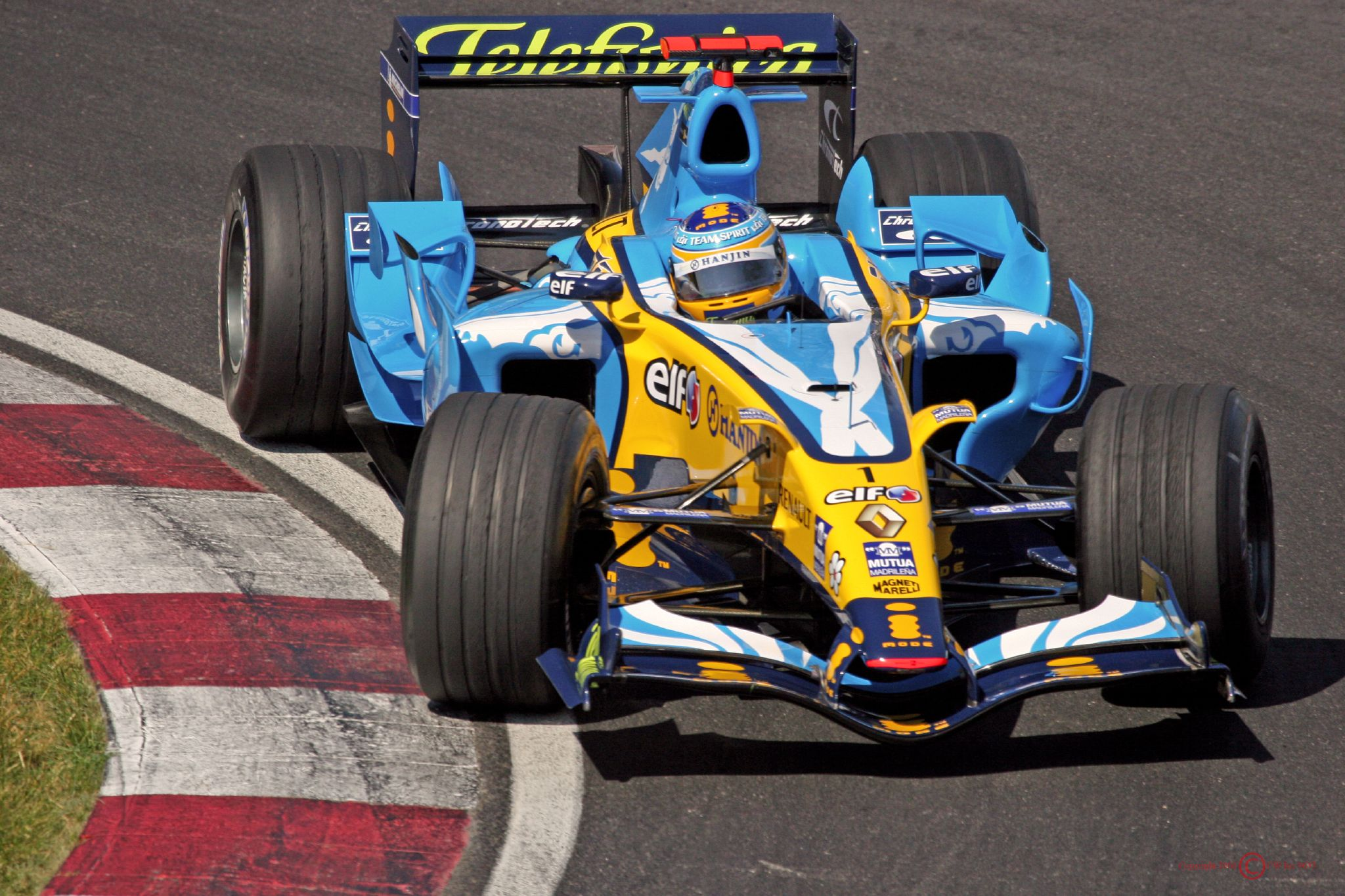
Fernando Alonso conduciendo el R26 en Canadá.

## Resultados
(Clave) (negrita indica pole position) (cursiva indica vuelta rápida)

| Año  | Motor               | Neu. | N.º | Pilotos              | 1   | 2   | 3   | 4   | 5   | 6   | 7   | 8   | 9   | 10  | 11  | 12  | 13  | 14  | 15  | 16  | 17  | 18  | Puntos | Pos. |
| ---- | ------------------- | ---- | --- | -------------------- | --- | --- | --- | --- | --- | --- | --- | --- | --- | --- | --- | --- | --- | --- | --- | --- | --- | --- | ------ | ---- |
| 2006 | Renault RS26 2.4 V8 | M    |     |                      | BHR | MYS | AUS | SMR | EUR | ESP | MON | GBR | CAN | USA | FRA | GER | HUN | TUR | ITA | CHN | JPN | BRA | 206    | 1º   |
| 2006 | Renault RS26 2.4 V8 | M    | 1   | Fernando Alonso      | 1   | 2   | 1   | 2   | 2   | 1   | 1   | 1   | 1   | 5   | 2   | 5   | Ret | 2   | Ret | 2   | 1   | 2   | 206    | 1º   |
| 2006 | Renault RS26 2.4 V8 | M    | 2   | Giancarlo Fisichella | Ret | 1   | 5   | 8   | 6   | 3   | 6   | 3   | 4   | 3   | 6   | 6   | Ret | 6   | 4   | 3   | 3   | 6   | 206    | 1º   |